# Aedes neoafricanus
Aedes neoafricanus är en tvåvingeart som beskrevs av Cornet, Valade och Dieng 1978. Aedes neoafricanus ingår i släktet Aedes och familjen stickmyggor.
Artens utbredningsområde är Senegal. Inga underarter finns listade i Catalogue of Life.